# Fudbalski klub Crvena zvezda 2014-2015
Questa voce raccoglie le informazioni riguardanti il Fudbalski klub Crvena zvezda nelle competizioni ufficiali della stagione 2014-2015.

## Rosa
| N. |                               | Ruolo | Calciatore         |
| -- | ----------------------------- | ----- | ------------------ |
| 1  | Serbia (bandiera)             | P     | Damir Kahriman     |
| 2  | Serbia (bandiera)             | D     | Marko Petković     |
| 3  | Serbia (bandiera)             | D     | Aleksandar Luković |
| 7  | Serbia (bandiera)             | C     | Saša Stojanović    |
| 8  | Serbia (bandiera)             | C     | Darko Lazović      |
| 9  | Serbia (bandiera)             | A     | Luka Jović         |
| 10 | Macedonia del Nord (bandiera) | C     | Daniel Avramovski  |
| 11 | Nigeria (bandiera)            | A     | Gbolahan Salami    |
| 14 | Montenegro (bandiera)         | D     | Savo Pavićević     |
| 16 | Senegal (bandiera)            | D     | Mamadou Mbodj      |
| 17 | Serbia (bandiera)             | D     | Stefan Đorđević    |
| 18 | Serbia (bandiera)             | D     | Miloš Cvetković    |
| 19 | Serbia (bandiera)             | D     | Novak Martinović   |
| 20 | Serbia (bandiera)             | C     | Miloš Bosančić     |

| N. |                       | Ruolo | Calciatore           |
| -- | --------------------- | ----- | -------------------- |
| 24 | Serbia (bandiera)     | C     | Mihailo Ristić       |
| 25 | Montenegro (bandiera) | A     | Petar Orlandić       |
| 27 | Serbia (bandiera)     | C     | Aleksandar Katai     |
| 28 | Montenegro (bandiera) | C     | Vukan Savićević      |
| 30 | Serbia (bandiera)     | D     | Vukašin Jovanović    |
| 31 | Serbia (bandiera)     | P     | Marko Trkulja        |
| 33 | Serbia (bandiera)     | D     | Dušan Anđelković     |
| 34 | Serbia (bandiera)     | D     | Miloš Stojanović     |
| 35 | Serbia (bandiera)     | C     | Marko Grujić         |
| 36 | Serbia (bandiera)     | C     | Dušan Živković       |
| 44 | Serbia (bandiera)     | A     | Nenad Gavrić         |
| 55 | Serbia (bandiera)     | C     | Aleksandar Kovačević |
|    | Serbia (bandiera)     | D     | Marko Mijailović     |